# Задорожок
Задорожок (укр. Задорожок) — село на Украине, находится в Овручском районе Житомирской области.
Код КОАТУУ — 1824287304. Население по переписи 2001 года составляет 95 человек. Почтовый индекс — 11122. Телефонный код — 4148. Занимает площадь 0,024 км².

## Адрес местного совета
11122, Житомирская область, Овруцкий р-н, с.Словечно